# بروميد البيريليوم
بروميد البيريليوم مركب كيميائي له الصيغة BeBr2، ويكون على شكل بلورات عديمة اللون.

## التحضير
يحضّر بروميد البيريليوم من تفاعل غاز البروم مع مزيج من أكسيد البيريليوم والكربون (الفحم) عند درجات حرارة تتراوح بين 1100 و 1200 °س، حيث ينطلق غاز أحادي أكسيد الكربون وفق المعادلة:
{\displaystyle \mathrm {BeO+Br_{2}+C\ {\xrightarrow {\text{1400 K}}}\ BeBr_{2}+CO\uparrow } }
كما يمكن إجراء عملية التحضير من التفاعل المباشر بين عنصري البروم والبيريليوم.
{\displaystyle \mathrm {Be\ +\ Br_{2}\ {\xrightarrow {\text{800 K}}}\ BeBr_{2}} }
أو من تفاعل غاز البروم مع كربيد البيريليوم عند درجات حرارة بين 500 - 700 °س. يمكن التحضير كذلك من تفاعل أكسيد البيريليوم مع بروميد الهيدروجين، وذلك وفق المعادلة:
{\displaystyle \mathrm {BeO\ +\ 2\ HBr\longrightarrow \ BeBr_{2}\ +\ H_{2}O} }

## الخواص
إن مركب بروميد البيريليوم مركب ساحب للماء، وبلوراته بيضاء عديمة اللون تتبلور وفق النظام البلوري المعيني القائم، وتكون قيم أبعاد الشبكة البلورية كالتالي: a = 10.32 Å، b = 5.52 Å ، c = 5.54 Å.
تبلغ حرارة الانصهار لبروميد البيريليوم 9.80 كيلوجول/مول، وهو يوجد في الحالة الغازية على شكل ثنائي وحدات (ديمير).

## احتياطات الأمان
إن البيريليوم ومركباته الكيميائية هي مواد سامّة ومسرطنة، حيث يمكن أن تسبب مرض التسمم بالبيريليوم. لذا ينبغي أخذ الحيطة والحذر عند التعامل مع هذه المركبات.